# 委內瑞拉花鱂
委內瑞拉泥鱂為輻鰭魚綱鯉齒目鯉齒亞目花鳉科的其中一種，分布於南美洲委內瑞拉的淡水流域，體長可達3公分，屬肉食性，生活習性不明。

## 擴展閱讀
維基物種上的相關：委內瑞拉泥鱂